# Bükki Nemzeti Park
A Bükki Nemzeti Park (rövidítve: BNP) Magyarország egyik első nemzeti parkja, amely az Északi-középhegységben, a Bükk-vidéken fekszik. Igazgatósága Eger északi városrésze, Felnémet régi műemlék plébániaépületében működik.

## Természeti földrajza
A Bükk-vidék döntő többségét az Északi-középhegység nagyobb részétől eltérően nem vulkanikus, hanem tengeri üledékes kőzetek építik fel. Legmagasabb részén, a Bükk-fennsíkon a földtörténeti középkorban ülepedett karbonátos kőzetek (dolomit, mészkő) bukkannak felszínre. A fennsíkot, amelyet „köveknek” nevezett meredek sziklaszirtek ölelnek körül, a Garadna-patak két részre, Nagy- és Kis-fennsíkra bontja.
Az agyagpala környezetből markánsan kiemelkedő „kövek”:
- Déli-Bükk: Imó-kő, Fehér-kő, ill.
- Északi-Bükk: Odvas-, Látó-, Örvény- (773 m), Pes-, Tar- és Buzgókő stb.
- Ablakoskő: Hatalmas mészkőborda „ablakkal” az Ablakoskő-völgyben
- Istállós-kő: A Bükk-vidék második legmagasabb csúcsa (959 m). A csúcs alatt nyílik az ősember-leleteiről nevezetes Istállós-kői-barlang bejárata. Az itt kiásott mintegy harmincezer éves, 80 mázsás őskori tűzhelyet a Magyar Nemzeti Múzeumban állították ki számos kőeszköz társaságában.

A csúcsok többségén áthalad az Országos Kéktúra. A mészkőfelszíneken, illetve alattuk változatos karsztformák (barlangok, töbrök, víznyelők, zsombolyok, karrmezők, ördögszántások stb.) alakultak ki. A hegyek lábánál a karsztforrások vizéből mésztufa-képződmények váltak ki. Jellemzők a bércek és a szurdokvölgyek.
A Bükki Nemzeti Park területén több mint 1100 barlangot ismerünk, közülük 45 fokozottan védett. Itt van az ország legmélyebb barlangja, a 275 méter mély Bányász-barlang. Idegenforgalmilag jelentős a kiépített lillafüredi Anna-barlang és Szent István-barlang, a miskolctapolcai Tavasbarlang. Szabadon látogatható az ősember-leleteiről híres Szeleta- és Balla-barlang.
Forrásai, patakjai bővizűek. A vidék nevezetessége a Szalajka-patak mésztufa gátakon 17 méter magasról aláhulló Fátyol-vízesése.
Az ország legnagyobb hegyvidéki, erdős nemzeti parkjának létrehozását főleg a névadó hegység földtani viszonyai indokolták. A földtörténeti ókor és középkor változatos tengeri üledékei gyűrődtek itt fel. A változatos kőzeteken sokféle talaj alakult ki. A változatos felszíni formák miatt kialakult, egyedi mikroklímájú élőhelyeken egymás közelében nőnek a sajátos kárpáti, mediterrán és a magashegyi jellegű fajok, köztük az elmúlt korok számos maradványfaja.

## Növényzete

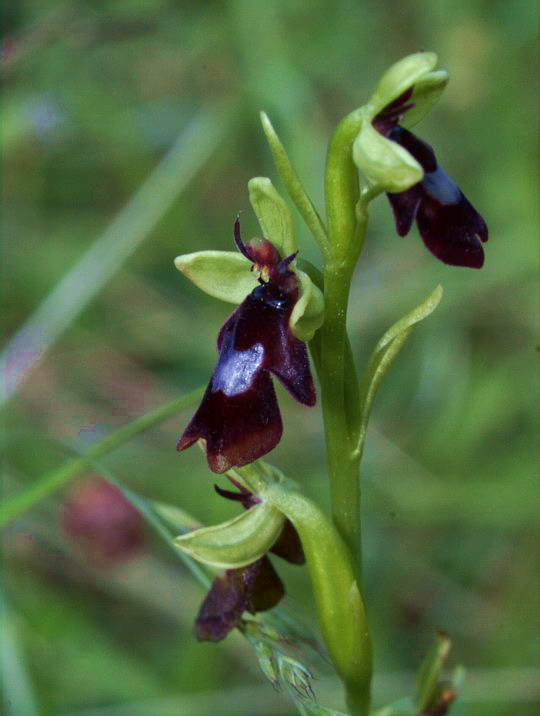
Légybangó (Ophrys insctifera)

A park 94 %-át erdő borítja. A legnagyobb területen cseres–tölgyes nő. A magasabb régiókban ezt gyertyános–tölgyes, majd kb. 400 méter fölött hegyvidéki bükkös váltja fel. A BNP egyik legérdekesebb helye az Őserdő, melynek legöregebb bükkfái már több mint 200 évesek. Területén több mint 150 éve nem végeznek erdőművelési tevékenységet, sőt, a túrázókat is kitiltották onnan néhány éve, mert szemeteltek és rongálták a parkot. (Régen jelölt turistaút haladt keresztül rajta, az elkerítés óta jelentős kerülővel és kaptatóval kerülhető meg. A hegységben valamennyi fenyves extrazonális helyzetben telepített erdő.
A növényvilág a fennsík töbreiben kialakult réteken a legváltozatosabb. Olyan ritkaságok élnek itt, mint a tüzes liliom (tűzliliom, Lilium bulbiferum), a karcsú- (Aconitum variegatum subsp. gracile) és a moldvai sisakvirág (Aconitum moldavicum), a sárga ibolya (Viola biflora), valamint az északi sárkányfű (Dracocephalum ruyschiana). A legeltetett hegyi rétek jellegzetes ékessége a nemzeti park emblémájában is szereplő szártalan bábakalács (Carlina acaulis).
Az orchideák közül a legféltettebb a Boldogasszony papucsa (erdei papucskosbor, rigópohár, Cypripedium calceolus). A parkban 53 orchidea faj él, egyebek közt:
- vitézvirág (Anacamptis pyramidalis),
- erdei ujjaskosbor (Dactylorhiza fuchsii),
- hússzínű ujjaskosbor (Dactylorhiza incarnata),
- foltos ujjaskosbor (Dactylorhiza maculata subsp. transsilvanica),
- elbai nőszőfű (Epipactis albensis),
- Futák-nőszőfű (Epipactis futakii),
- széleslevelű nőszőfű (Epipactis helleborine),
- laziói nőszőfű (Epipactis helleborine ssp. latina),
- csőrös nőszőfű (Epipactis leptochila),
- kislevelű nőszőfű (Epipactis microphylla),
- Müller-nőszőfű (Epipactis muelleri),
- keskenyajkú nöszőfű (Epipactis neglecta),
- mocsári nőszőfű (Epipactis palustris),
- ciklámenlila nőszőfű (Epipactis placentina),
- Tallós-nőszőfű (Epipactis tallosii),
- Vöth-nőszőfű (Epipactis voethii),
- bajuszvirág (Epipogium aphyllum),
- szúnyoglábú bibircsvirág (Gymnadenia conopsea),
- illatos bibircsvirág (Gymnadenia odoratis-sima),
- adriai sallangvirág (Himantoglossum adriaticum),
- gérbics (Limodorum abortivum),
- tarka kosbor (Neotinea tridentata),
- sömörös kosbor nyáron nyíló alfaja (Neotinea ustulata subsp. aestivalis),
- méhbangó (Ophrys apifera),
- légybangó (Ophrys insectifera),
- füles kosbor (Orchis mascula ssp. signifera),
- vitéz kosbor (Orchis militaris).[2][3]

Fokozott védelmet élveznek a meredek, északi, sziklás dolomit-mészkő oldalakon, törmeléklejtőkön kialakult, rosszul záródó, letörpült, göcsörtös fákból álló sziklai bükkösök, amelyek számos növényritkaságnak és jégkorszaki maradványfajnak adnak otthont. A Boldogasszony papucsa hazai fennmaradása szempontjából kiemelkedően fontos a Bükk sziklai bükköseinek és tölgyeseinek megóvása. A legmeredekebb nyugati sziklaoldalakon alhavasi maradványfajokban kivételesen gazdag hársas–berkenyés reliktum erdő nő. Az alacsonyabb térszínek az ugyancsak reliktum jellegű dolomittölgyes.
A Bükkben sokkal kevesebb a dolomit, mint a mészkő, de az ezen kialakult sziklagyepek kivételesen fontosak. Legértékesebb társulása a tarka nyúlfarkfüves sziklagyep, amelynek csak egyetlen előfordulása ismert a hegységben. Itt gyepalkotó a tarka nyúlfarkfű és a tarka nádtippan (Calamagrostis varia), amelyek mellett a szárazabb, napsütötte részeken jelenik meg a lappangó sás (Carex humilis). Az északnyugatnak lejtő gyepek ritka orchideája a légybangó (Ophrys insctifera), a sokszor rovarutánzó orchideáknak nevezett bangó nemzetség egyik legkisebb és legészakabbra hatoló képviselője. Ugyancsak különleges az apró rózsaszín virágú illatos bibircsvirág (Gymnadenia odoratissima).
A jégkorszak utáni hideg, kontinentális idők tanúja a hazánkban már csak a Bükki Nemzeti Parkban megtalálható poloskavész. Magyarországon egyedül a Bükk-fennsík oldalain nyílik a kék virágú északi sárkányfű, amelynek jellegzetes formájú virágja Linnét egy sárkány fejére emlékeztette.
A déli meredek oldalak gyorsan felmelegedő erdeiben, gyepjein a melegebb időszakok növényei is menedéket találtak. Közéjük tartozik a cserszömörce, amely ősszel vérvörösre színeződő leveleivel lángba borítja a hegyoldalakat.

## Állatvilága

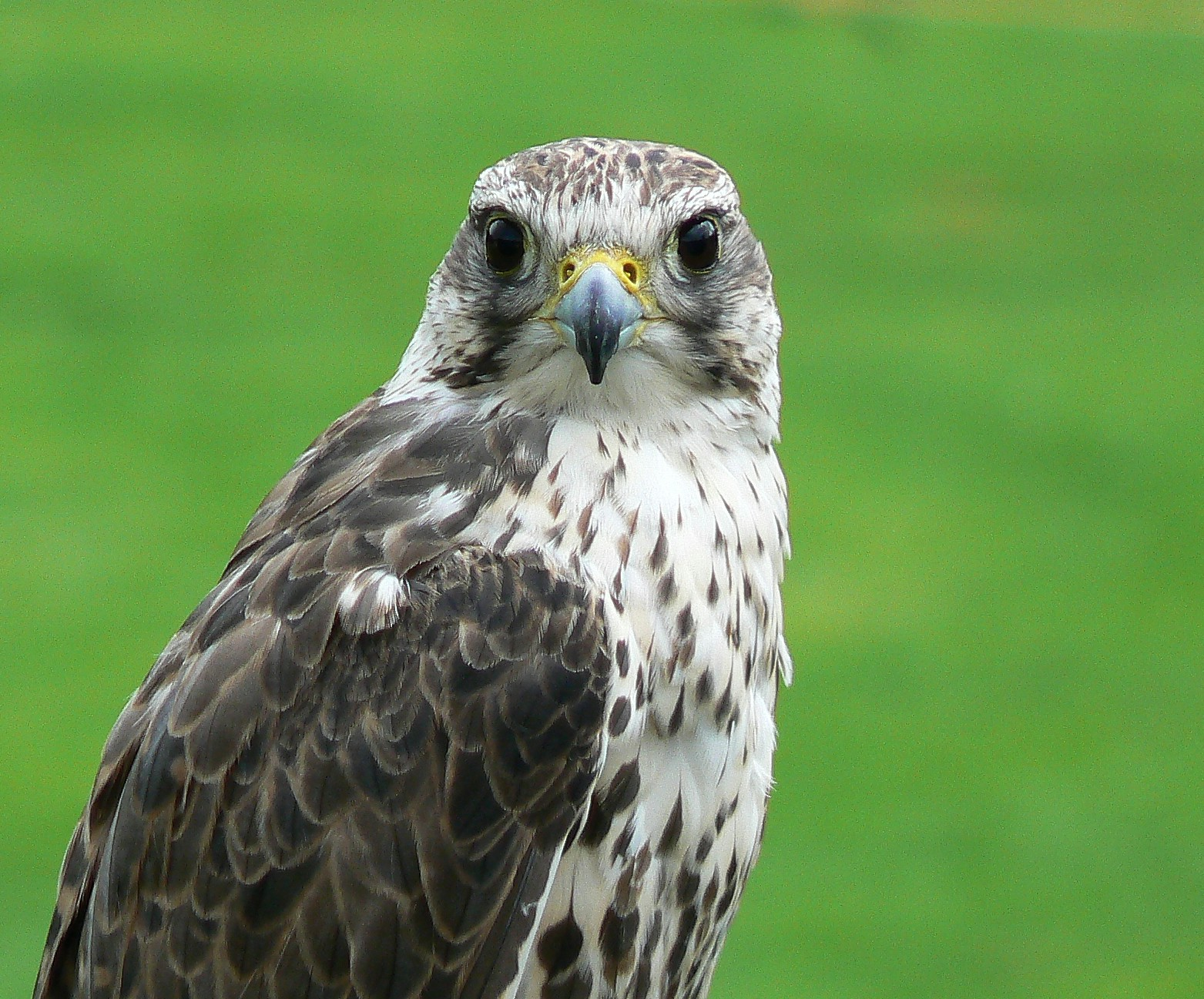
Kerecsensólyom

A nemzeti park rovarvilágának kiemelkedően értékes tagja a bükki szerecsenboglárka. A hegyvidékekre jellemző fajok közül külön is említendő a havasi tűzlepke, a havasi cincér, az alpesi gőte, a gyepi béka, a sárgahasú unka, a fehérhátú fakopáncs és a hegyi billegető. Olyan ritka fajok költenek itt, mint kövirigó, a holló, az uhu és a ragadozók közül a fokozottan védett parlagi sas, a kerecsensólyom vagy a kígyászölyv. A hazánkban élő denevérfajok szinte mindegyike előfordult már a Bükkben. Egy különleges halfaj is van, a sebes pisztráng. Énekes madarak közül itt él a kövirigó, a vízirigó és a kis őrgébics. Az emlősök közül a hiúz már több mint tíz éve állandó lakója a bükki erdőknek. Rokonának, a szintén óvatos vadmacskának jóval népesebb állománya él ezen a vidéken. A nagyvadak közül gyakori a gímszarvas, a muflon és a vaddisznó. A Bükk-fennsíkon legel a híres lipicai ménes. A 21. század elején megjelent és szaporodni kezdett a farkas is.
A Bükk-vidék legeldugottabb zugaiban élnek azok a reliktum állatfajok is, amelyek a jégkorszak mostoha körülményeihez alkalmazkodtak. Az alpesi gőte bükki alfaja a Bükk-fennsíkon és az Észak-Bükk völgyeiben él az erdei tavacskákban, forrásokban, gyakran a mélyebb vizű pocsolyákban. A kárpáti havasokat idézi a nagy termetű kék meztelen csiga.
A Bükk-vidéken legalább 22 ezer állatfaj ismert. A száraz, meleg hegyoldalak déli gyepjein él a fűrészlábú szöcske. Hasonló élőhelyeken találjuk az apró  pannon gyíkot. A meleg tölgyesek, bokorerdők változatos rovarai közül talán a lepkék a leglátványosabbak. Néha éppen a kis, jelentéktelen külsejű fajok a legértékesebbek, hiszen egyesek elterjedésének súlypontja tőlünk délre esik, mások pedig élőhelyeik eltűnése miatt szerte Európában visszaszorulnak.
A Bükk-vidék féltett madártani ritkasága a kerecsensólyom, melynek sikeres elterjedéséhez a csaknem két évtizede kezdett, komplex védőprogram teremtette meg a feltételeket. A sziklákon és a felhagyott kőbányákban helyenként még megtalálható a kövirigó (Monticola saxatilis) és e volt bányákban költ az uhu (Bubo bubo) is. Kiemelkedő zoológiai értékűek a veszélyeztetett, egyedi védelmet igénylő nappali ragadozó madarak, mint a parlagi sas, a békászó sas és a kígyászölyv (Circaetus gallicus). Az állatvilág barlangok világhírű ritkaságaira példa a hosszúszárnyú denevér (Miniopterus schreibersii), amely kizárólag barlangokban szaporodik és telel.

## Történelmi emlékek
Ember már jóval az időszámítás előtt is élt a hegységben. A régészek több barlangban megtalálták a neandervölgyi ember eszközeit, csontmaradványait is. A hegycsúcsokon avar sáncok, várak falainak maradványai láthatók.
A vadászatot és a gyűjtögetést idővel a nagy mésztartalmú kőzetek bányászata és a mészégetés váltotta fel. Az összefüggő erdőségekben kitermelt fa lett a szénégetés alapja, a massákban pedig fémeket olvasztottak. A fahamut a hutákban hasznosították a káliüveg gyártásához — ez utóbbin alapult az üvegmívesség.

## Környező települések, látnivalók
A látogatók a környék településein:Miskolcon, Szilvásváradon, Lillafüreden, Felsőtárkányban, Répáshután, Bükkszentkereszten, Újmassán és Hámoron állandó kiállításokon nyerhetnek betekintést a vidék természeti értékeibe, és történetébe. Télen kiépített pályákon síelhetünk és szánkózhatunk.

### Diósgyőri vár

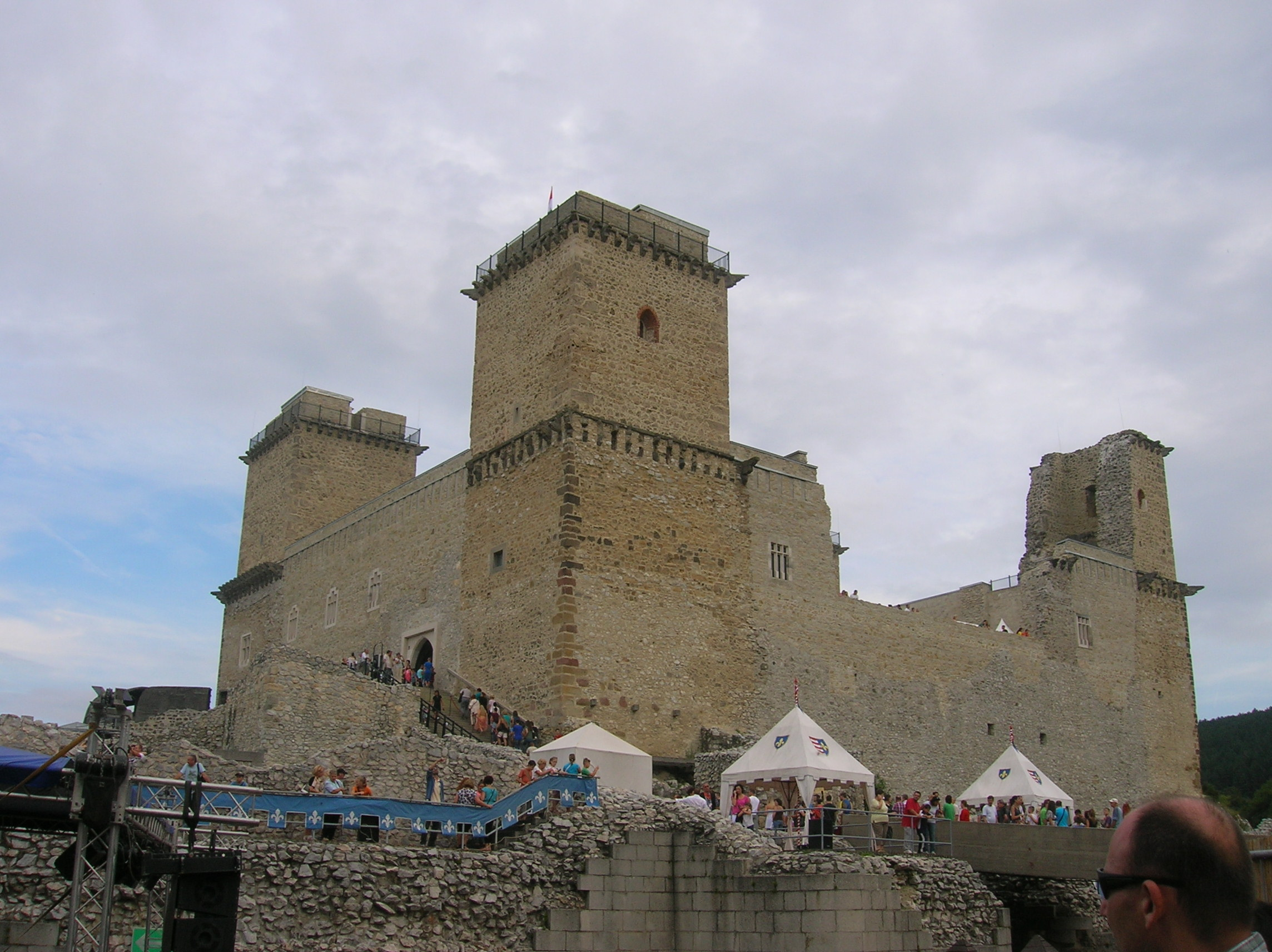
A Diósgyőri vár

A Diósgyőri vár a 12. századi vár helyén épült a 14–15. században egy gótikus vár, amit 16. században megerősítettek. A királynék egyik váraként Nagy Lajos uralkodása alatt élte fénykorát. Ma az ország egyik legjelentősebb műemléke. A 2500 négyzetméter alapterületű palota valaha mintegy 50 helyiséget magában foglaló, vastag falú épületéből csak négy magas torony és az őket összekötő épületszárnyak földszintje áll, néhol az emelet romjaival. A kazamatában rendezték be Közép-Európa legtöbb bábut felvonultató panoptikumát, amelyben hat életkép mutatja be a 14. századi középkori életet. Egy régi kemencét rekonstruáltak.
Fontos kulturális helyszín: évtizedek óta otthona többek között a Dixieland Fesztiválnak, a Kaláka Nemzetközi Folkfesztiválnak, a várjátékoknak, a Történelmi Forgatagnak, színházi és operaelőadásoknak, a Várszínházi estéknek és már a Miskolci Operafesztiválnak is ez az egyik játszóhelye.

### Lillafüred

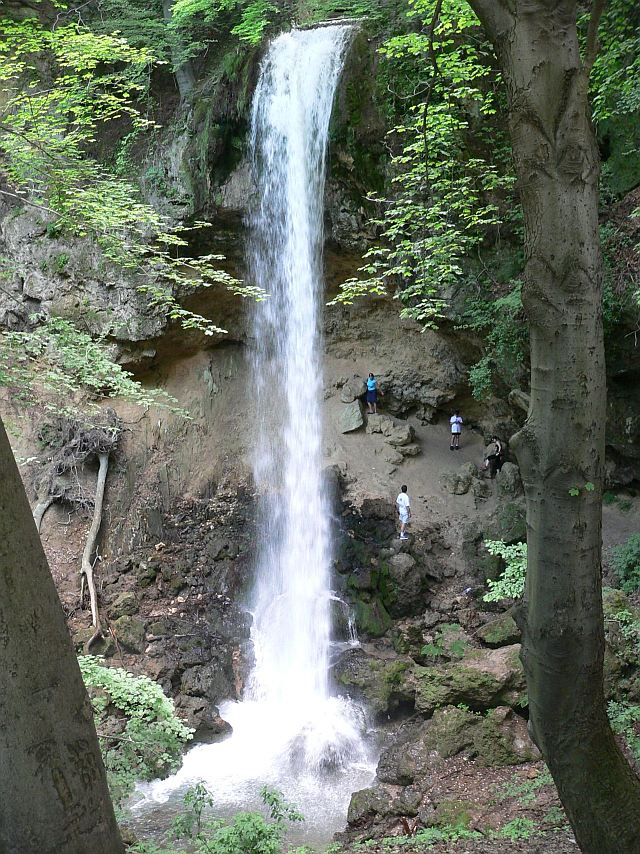
Lillafüredi-vízesés

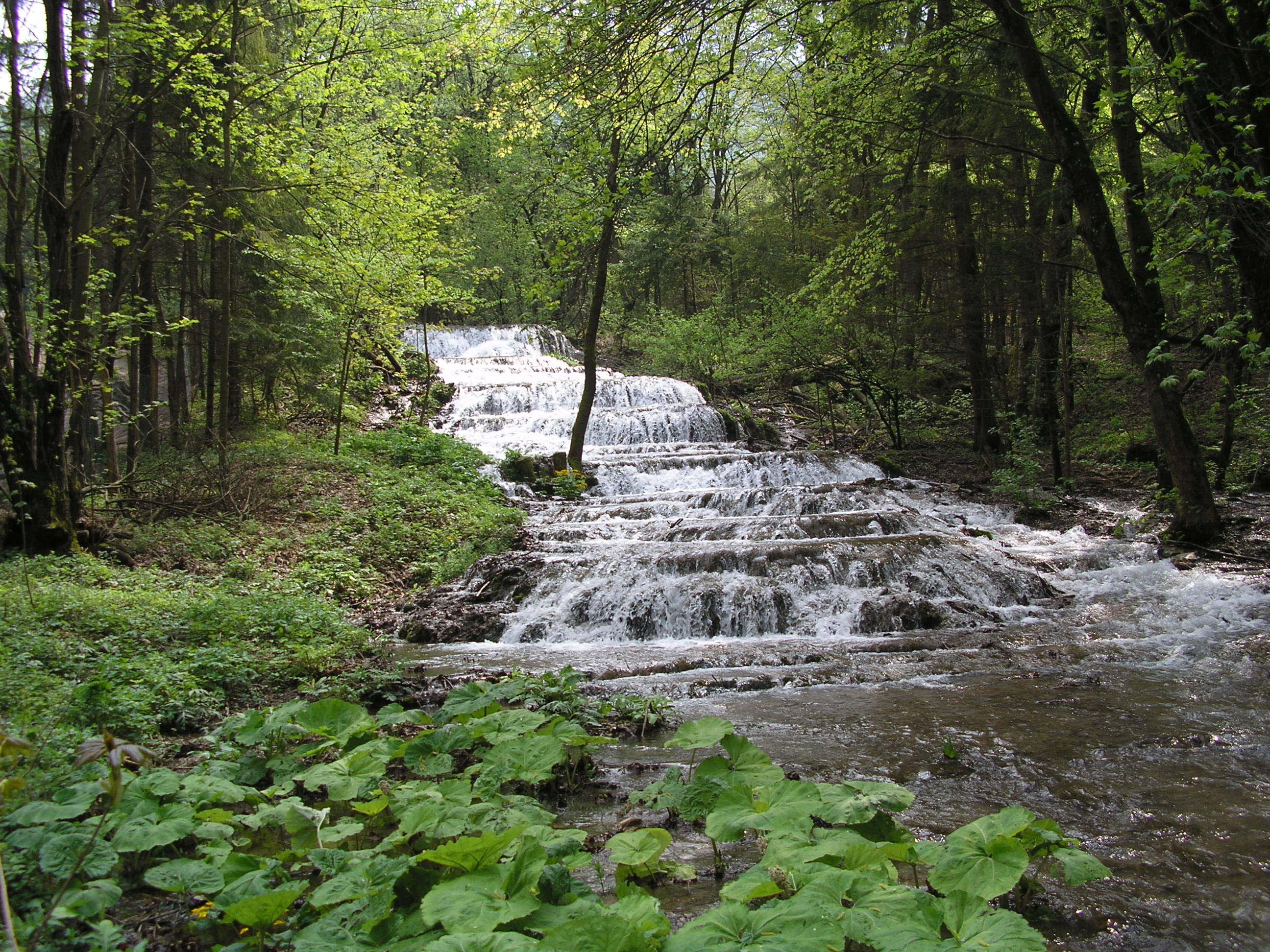
Fátyol-vízesés

Lillafüred a Garadna és a Szinva összefolyásánál létrehozott Hámori-tó partján épült üdülőhely. A Bükk-vidék egyik legfestőibb pontjához Diósgyőrből a Szinva szurdokvölgyében juthatunk el.
Turistáknak kiépített cseppkőbarlangja a Szent István-barlang. Az Anna-mésztufabarlang igazi különlegesség, hiszen az egész világon összesen hat ilyen típusú barlang látogatható. A Lillafüredi Palotaszálló függőkertjén át közelíthető meg a tavat elrekesztő gát vízesése. Az üdülőhelyen áthalad a Lillafüredi Állami Erdei Vasút — ezen épült Magyarország legmagasabb és leghosszabb erdei kisvasúti hídja. Lillafüredtől néhány kilométere 1932 óta működik egy pisztrángkeltető. Az őshonos sebes pisztrángot Magyarországon csak itt tenyésztik nagyobb tételben.

### Szilvásvárad
Szilvásvárad a Bükki Nemzeti Park egyik legkedveltebb kirándulóhelye. Nyáron kisvasúttal is végigutazható az öt kilométer hosszú Szalajka-völgy, benne a Fátyol-vízesés tizenhét méter magas lépcsősorával. A Szabadtéri Erdei Múzeum az egykor a völgyben lakó szénégetők életébe nyújt betekintést. A Szalajka-forrástól gyalog is elérhető az istállóskői ősemberbarlang. A Lipicai Lótenyésztés Történeti Kiállítás a közeli Csipkéskúton legelő lipicai lovakat és a ménesük történetét mutatja be. Az őspark közepén áll az egykori Erdődy-Pallavicini-kastély. A lovaspályán szeptemberben fogat- és hajtóversenyt, lovasbemutatót tartanak.

### Ómassa

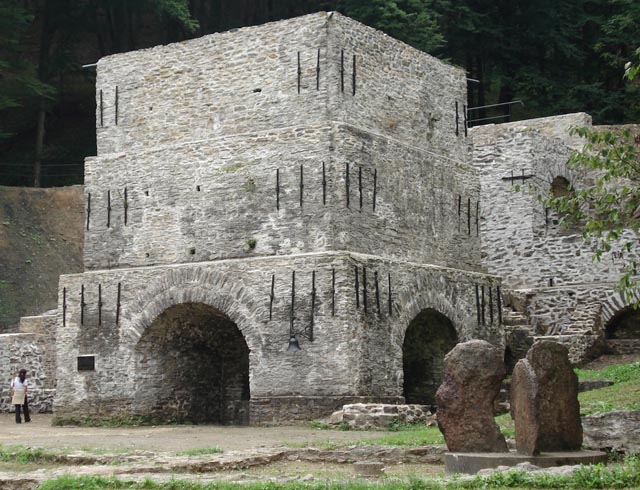
Az őskohó

A hegyek közt megbúvó apró falu közigazgatásilag Miskolchoz tartozik. A település körülbelül 60 házból és egy kis kápolnából áll.

### Újmassai őskohó
A Lillafüredtől nem messze lévő őskohót 1813-ban (212 éve) építették; ez Magyarország egyik legfontosabb ipartörténeti műemléke. 

## Tájvédelmi Körzetek

### Lázbérci Tájvédelmi Körzet
A tájvédelmi körzet az Upponyi-hegységben van; a védelmet a víztározó érdemelte ki. Fokozottan védett az Upponyi-szoros és — az ivóvíz tisztaságának megőrzése érdekében — a Lázbérci-víztározó és annak parti sávja. Az 1967–1969 között létesült, 6,2 millió köbméter víz befogadására alkalmas mesterséges tó fontos szerepet játszik Ózd és Kazincbarcika, valamint több falu vízellátásában. A tó belső védőövezete egy 20 méter széles parti sáv. Ezt egy 100 méter széles külső védőövezet veszi körül.

### Hollókői Tájvédelmi Körzet
A 141 hektáros körzetet 1987-ben hozták létre. A várat és az ófalut 1987-ben vették fel az UNESCO világörökség listájára. A környező terület természetvédelmi oltalom alatt áll. A vár körüli tanösvény a terület kulturális és természeti értékeit mutatja be.

### Mátrai Tájvédelmi Körzet
Az 11 862,7 hektáros körzetet az 5/1985. (XI. 22.) OKTH rendelkezés létesítette a Mátra középső és nyugati részén, Kisnána, Domoszló, Markaz, Gyöngyös, Gyöngyössolymos, Parádsasvár, Recsk, Mátraszentimre, Hasznos és Bátonyterenye között. Két különálló, országos jelentőségű természetvédelmi területből áll, ezek a gyöngyösi Sár-hegy és a siroki Nyírjes-tó. A védetté nyilvánításának célja a földtani értékek és a felszínformák, a felszíni vizek, növény- és állatfajok, a természetes növénytársulások, a természetszerű erdők megóvása és fenntartása, az ember felüdülését szolgáló természeti környezet fenntartása.

### Borsodi Mezőség Tájvédelmi Körzet
A Borsodi Mezőség átmenet az Alföld és a Bükk-vidék hegyei között. Arculatát a Tisza és mellékvizei, valamint az itt pásztorkodó emberek alakították ki. A védetté nyilvánítás célja a még háborítatlan sztyepprétek fajgazdag növény- és állatvilága mellett a túzok természetes pusztai környezetének védelme, a tájkép és a kultúrtörténeti értékek megőrzése.

### Karancs-Medves Tájvédelmi Körzet
A tájvédelmi körzet 6709 hektáros területéből 447 hektár szigorúan védett. A védetté nyilvánításhoz több kisebb természetvédelmi területet vontak itt össze: Salgó vára, a Szilvás-kő, a Kercseg-völgy, a Földház-tető, a Gortva-völgy, a Bárna-patak és a Zagyva forrásvidéke korábban külön-külön volt védett. A nógrád–gömöri-bazaltvidéken több mint 100 egykori bazaltvulkánjának többsége Szlovákiában található. A Medves-fennsík a Nógrádi-medence legszebb vulkáni kiemelkedése, amelynek meredek gerinceit mély völgyek tagolják. A csúcsok anyaga oszlopos bazalt; a leglátványosabbak a Szilvás-kő orgonasípokra emlékeztető bazaltoszlopai.

### Kelet-cserháti Tájvédelmi Körzet
A Keleti-Cserhát dombvidéke hazánk leginkább lepusztult, legváltozatosabb felszínű egykori hegysége. Főleg a vonulatok gerincein négy piroxén-andezit változatot különítenek el, főleg ezek agglomerátumait és tufáit. Itt írták le hazánkban a legteljesebben kifejlődött miocén rétegsort, ez a harmadidőszaki képződmények tanulmányozására legkedvezőbb terep. A Keleti-Cserhátban az alábbi Natura 2000 területeket jelölték ki:
- szentkúti Meszes-tető,
- Tepke,
- Bézma,
- bujáki Csirke-hegy és Kántor-rét,
- szandai Vár-hegy.

### Kesznyéteni Tájvédelmi Körzet
A tájvédelmi körzet a Tisza, a Takta, a Sajó és a tiszalúci Holt-Tisza által közrefogott, morotvákkal, elhagyott folyómedrekkel tarkított síkság. A hozzá szervesen kapcsolódó Tiszadobi-ártér a Hortobágyi Nemzeti Park része.

### Hevesi Füves Puszták Tájvédelmi Körzet
Törzsterülete Füzesabony, Kisköre, Poroszló és Jászapáti között, tehát a Tisza-völgy és a Mátra között van. A Tisza-tótól keletre hét kisebb, különálló mozaikos rész csatlakozik hozzá. A TK teljes területe 8199 hektár. Szabadon látogatható.

### Tarnavidéki Tájvédelmi Körzet
1993-ban alakult a Heves–Borsodi-dombság egyedülálló természeti és tájképi értékei, a területen található szubmediterrán növénytársulások és császármadár fészkelőhelyének megőrzése érdekében. Kiemelkedő földtani-felszínalaktani (tájképi) értékei a Pétervásárai Homokkő Formáció természetes feltárásai, amelyek közül a leglátványosabb a bükkszenterzsébeti Nagy-kő 60–80 m magas, csaknem függőleges sziklafala.

## Természetvédelmi Területek
- Maconkai-rét Természetvédelmi Terület
- Erdőtelki Égerláp Természetvédelmi Terület
- Erdőtelki Arborétum Természetvédelmi Terület
- Kerecsendi erdő Természetvédelmi Terület
- Kőlyuk-tető Természetvédelmi Terület
- Gyöngyösi Sár-hegy Természetvédelmi Terület
- Siroki Nyírjes-tó Természetvédelmi Terület
- Szőllőskei erdő Természetvédelmi Terület
- Szomolyai kaptárkövek Természetvédelmi Terület
- Ipolytarnóci Ősmaradványok Természetvédelmi Terület
- Sóshartyáni Hencse-hegy Természetvédelmi Terület
- Bél-kő Természetvédelmi Terület
- Márkházapusztai fás legelő Természetvédelmi Terület
- Tardi legelő Természetvédelmi Terület